# Perryopolis
Le borough de Perryopolis est situé dans le comté de Fayette, dans le Commonwealth de Pennsylvanie, aux États-Unis. Sa population s’élevait à 1 784 habitants lors du recensement de 2010, estimée à 1 701 habitants en 2017.

## Source
- (en) Cet article est partiellement ou en totalité issu de l’article de Wikipédia en anglais intitulé « Perryopolis, Pennsylvania » (voir la liste des auteurs).

1. ↑  https://factfinder.census.gov/faces/tableservices/jsf/pages/productview.xhtml?src=bkmk